# 最香餅家

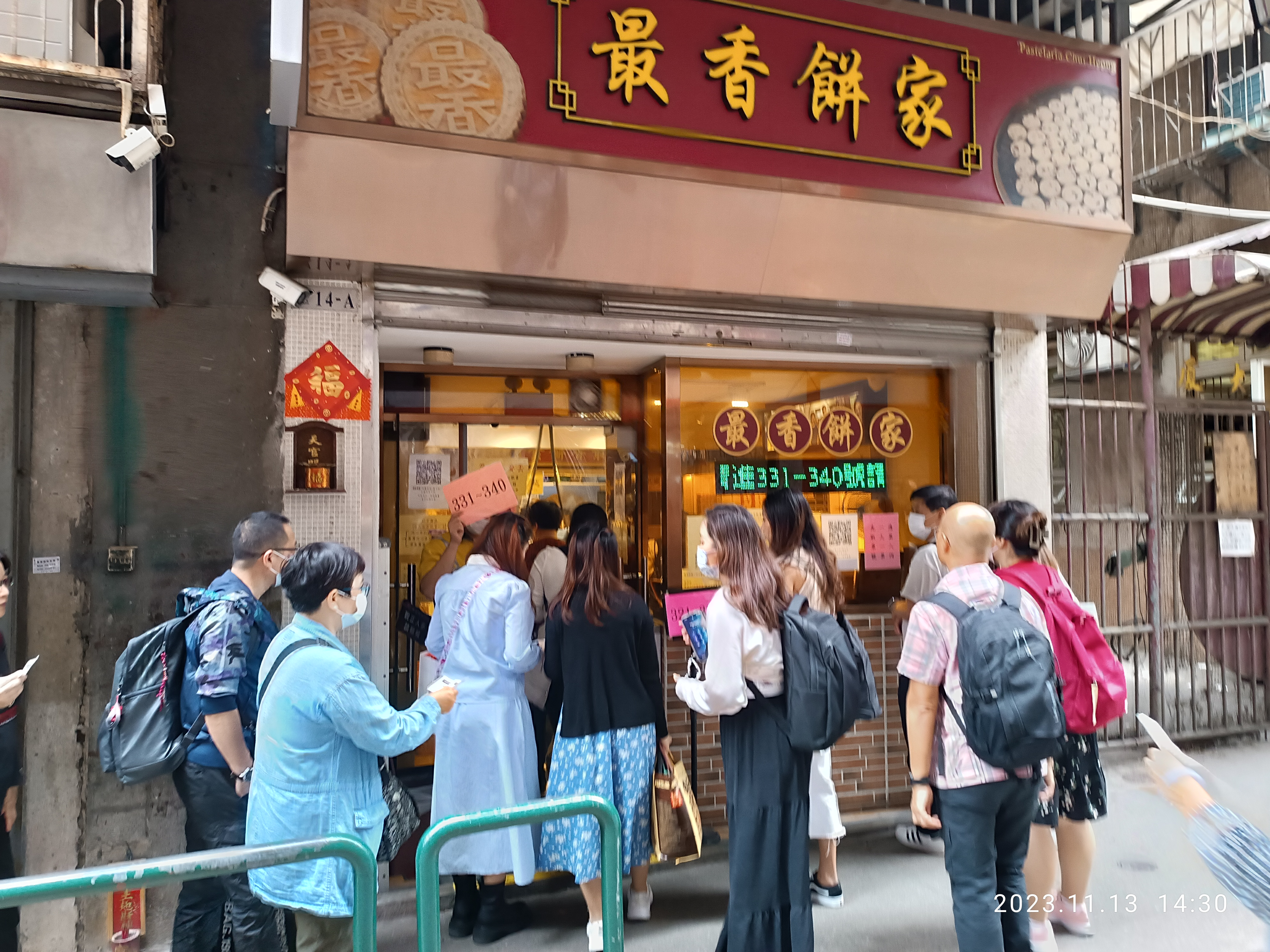
目前對外售餅的店面，於2020年開業

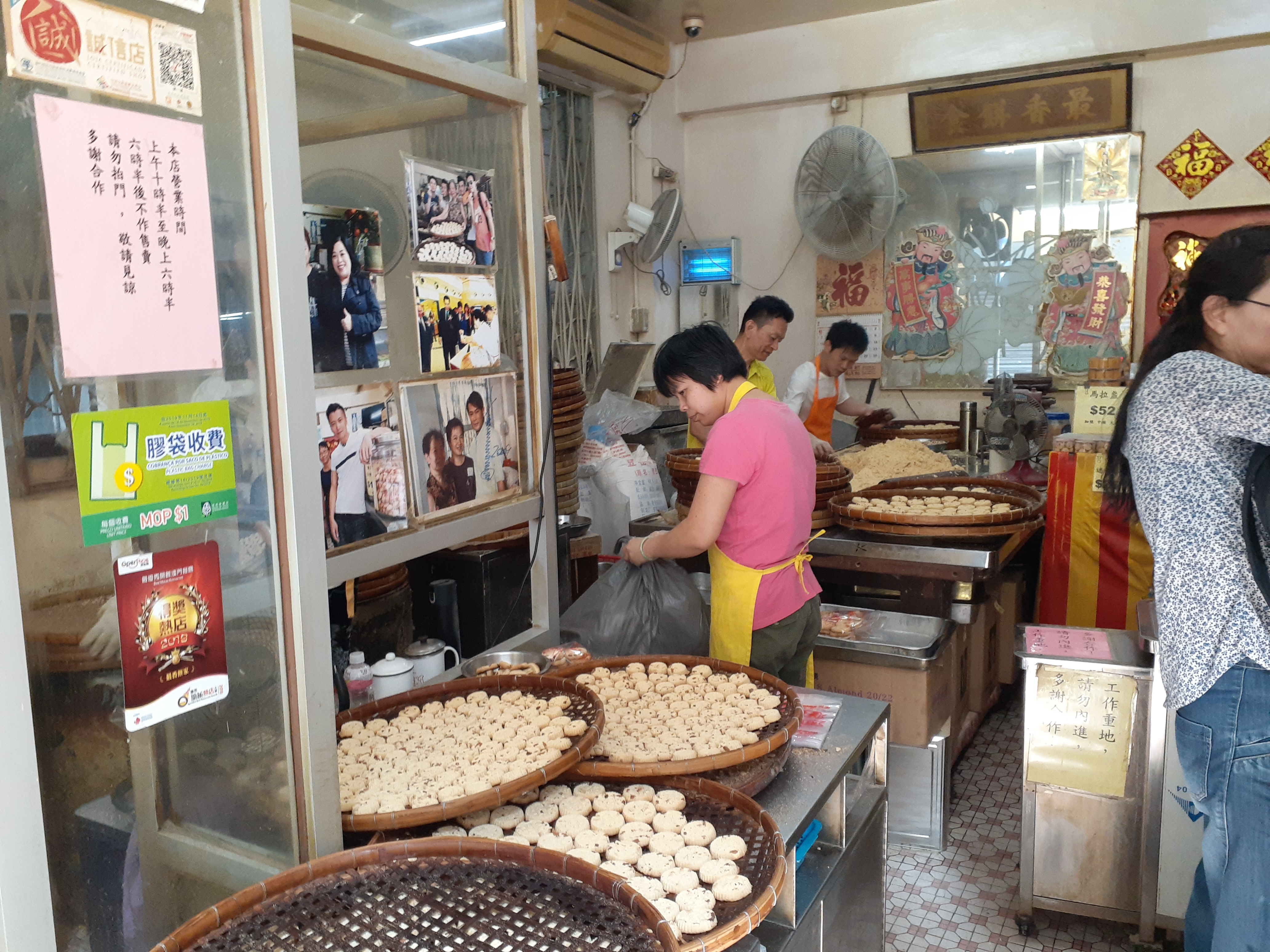
最香餅家製作工場

最香餅家（全稱：最香餅家手信有限公司）是澳門一間傳統中式餅家，於1957年創立，以手打炭燒杏仁餅而聞名，目前由第三代傳承人經營。

## 歷史
最香饼家于1957年创立，最初以街頭車仔檔、設於三層樓街的家庭式工场（前店後廠）形式经营，由创办人李继煜制作糕点，销售则由其妻子包办。在1980年代，最香餅家正式遷往司打口夜呣街的店鋪內經營；2006年加入澳門消費者委員會“诚信店”优质标志计划，目前已由第三代傳承人經營。
2019年，最香餅家聯同另外11間商號獲評定為首批「澳門特色老店」的商號。
2021年6月，最香餅家被澳門特別行政區政府邀請前往主辦的「上海澳門周」大型路展，現場示範傳統手工杏仁餅製作過程。
2023年12月19日，澳門特別行政區政府公佈澳門2023年度頒授勳章、獎章和獎狀名單，最香餅家手信有限公司獲頒發旅遊功績勳章。

## 特色
杏仁餅的製作技藝於2020年被澳門文化局列入《澳門非物質文化遺產清單》，成為澳門法定的一個重要中華傳統民俗文化項目之一。作為澳門唯一使用炭爐製作杏仁餅的餅店，從磨粉打餅、烤餅到包裝，所有環節均由人手包辦，師傅們要通過多重手藝包括攪拌、壓餅部分也非常講究，在炭燒杏仁餅的部分將接過已壓好的杏仁餅便需放至炭爐上烤焗約30至40分鐘，期間要由人手作不斷調換以掌握炭烤時火喉之技巧。
2023年1月，隨著澳門放寬COVID-19疫情通關限制，中國大陸“個人遊”旅客大增，最香餅家因以傳統的炭燒方法製作的杏仁餅通過中國大陸多個社交平台包括小紅書、抖音及嗶哩嗶哩等多條探店短片，被部分網紅形容為“澳門最正宗的老字號餅店”，導致其一躍成為「網紅店」，吸引大批海內外旅客慕名而來光顧，開店期間均出現排隊取號或等候入店選購的顧客。由於餅家屬小本經營加上人手不足，導致產量跟不上客流量。
澳門特別行政區第五屆政府行政長官賀一誠於2023年8月11日出席澳門立法會答問大會時回應議員提問時表示並公開舉例，指“最香餅家”的店鋪所在位置並非位處“當街當巷”，位置“唔靚”（不太好），但由於出品受歡迎，讓眾多海內外旅客願意排隊購買，對於澳門旅遊業或中小企“旺丁不旺財”案例、問題之解決方法是值得思考，就是透過產品質量保障和具有特色才能吸引旅客光顧。

## 主要售賣產品
- 粒粒杏仁餅
- 迷你杏仁餅
- 蛋黃肉心口味杏仁餅（限量發售）
- 鮮奶合桃餅
- 蛋卷
- 蟲仔餅
- 其他涼果或雜餅類，如加蛋餅等

## 店鋪及銷售
最香餅家作為澳門唯一一間炭燒杏仁餅店，多年來要面對人手不足及租金問題，更一度要面對繼承者後繼無人之問題。2020年在澳門特別行政區政府的「澳門特色老店」計劃資助下分為兩間店鋪，原本的店鋪變成工廠，新租下的店鋪作為對外售餅的店面。

## 外部連結
- 澳門最香餅家官方網站
- 澳門特色老店 - 最香餅家
- 澳門人情味之最香餅家（上集）
- 澳門人情味之最香餅家（下集）